# Dixella harrisi
Dixella harrisi är en tvåvingeart som först beskrevs av Tonnoir 1925.  Dixella harrisi ingår i släktet Dixella och familjen u-myggor. Inga underarter finns listade i Catalogue of Life.